# Uberaba
Uberaba és una ciutat i municipi de l'oest de l'estat de Minas Gerais al Brasil. La seva població estimada el 2021 va ser de 340.277 habitants amb una superfície de 4.529,7 km² i una densitat de 75.4 habitants per km². Es troba en un altiplà a una altitud de 823 metres, a la conca del riu Uberaba. Es va convertir en ciutat el 1856.